# Аллект
Аллект (лат. Allectus; пом. 296) — римський узурпатор, що правив Британією та Північною Галлією в 293—296 роках. Прийшов до влади внаслідок заколоту проти свого попередника Каравзія. Зазнав поразки і загинув у війні з цезарем Констанцієм Хлором.

## Біографія
Аллект був наближений (ймовірно, префект преторія) самопроголошеного імператора Римської Британії Марка Аврелія Мавзея Каравзія. У 293 році коли Каравзій почав терпіти поразки у війні з цезарем Констанціем Хлором, що був відправлений для підкорення острова імператором Максиміаном. Аллект організував  вбивство Каравзія, ставши новим правителем острову. Секст Аврелій Віктор пише, що Аллект «плекав інтриги» і організував замах, оскільки «став боятися злих намірів і страти». Узурпатор прийняв ім'я Гай Аллект Август і встановив контроль над усією Римською Британією. Скоріше за все, його владу визнала і частина Північної Галлії, оскільки союзниками Аллекта були франки.

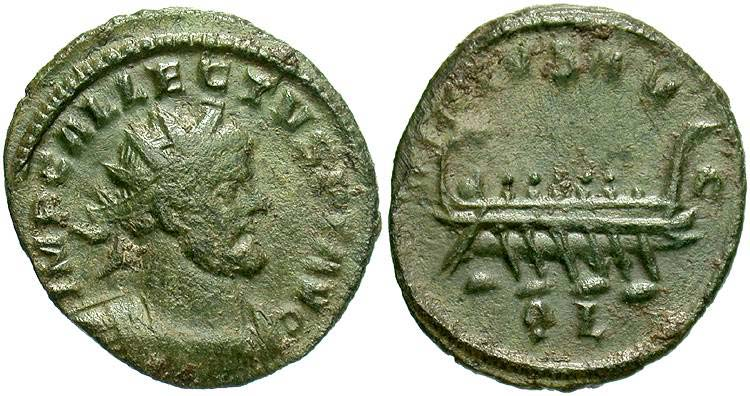
Квінарій Аллекта

Правління Аллекта продовжувалося впродовж трьох років. Констанцій Хлор до 295 року встановив контроль над усіма його володіннями на материку і нейтралізував франків, а в 296 році вирішив висадитися у Британії. Він планував пристати до берега в Кенті, але був вимушений повернутися у Галлію через шторм. 
Префект преторія Констанція Юлій Асклепіодот, командуючий окремою ескадрой, переправився на острів Векта (Вайт), уникаючи зустрічей з флотом Аллекта. Узурпатор зустрівся з Асклепіодотом біля сучасного Гемпшира чи Беркшира, де відбулась велика битва. Після втечі Аллекта з поля бою та його подальшої смерті Британія знову стала підпорядкована Риму. Разом з цією подією завершилося об'єднання Римської імперії після п'ятидесятирічної Кризи III століття.

## У літературі
Аллект фігурує в «Історії бриттів» Джеффрі Монмутського (XII століття). Джеффрі, що дуже вільно поводився з історичними сюжетами, писав, що Аллекта направили до Британії з Риму на чолі трьох легіонів, щоб придушити очолене Каравзієм повстання місцевого населення. Аллект здобув перемогу і «заволодів королівським престолом», але незабаром проти нього повстав правитель Корнубії (Корнуолл) Асклепіодот, якого підтримали бритти. У битві з Асклепіодотом Аллект загинув.
Аллект став персонажем повісті Розмері Саткліф «Срібна гілка» (1957 рік). Там він зображений як людина «висока, з верхом дуже світлого волосся, що сріблилося на скронях. Його важке обличчя було б приємним, якби не надмірна блідість фарб; все було білясте — волосся, шкіра, очі».

## Легенда

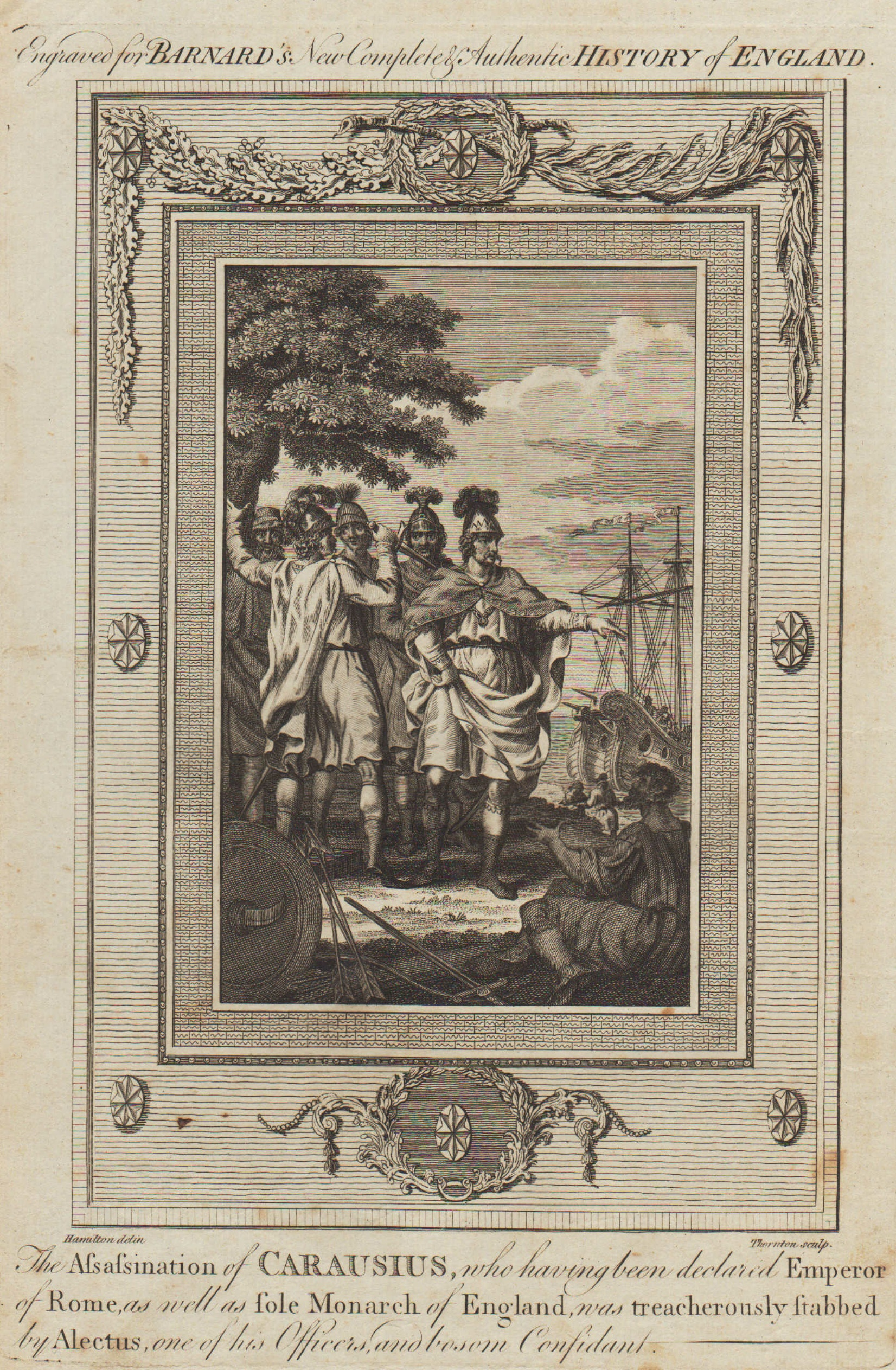
Убивство Каравзія. Вільям Гамільтон (1781—1783 роки)

Джеффрі Монмутський включив Аллекта у свою легендарну історію королів Британії (близько 1136). Тут, Аллект є офіцером, посланим з трьома легіонами римлян, щоб позбутися короля Каравзія. Він робить це, але його правління виявляється жорстоким, і він, у свою чергу, скидається Асклепіодотом, тут — герцог Корнуолла. Останні війська Аллекта були в облозі в Лондоні, і здалися за умови, що вони отримають безпечний прохід з Великої Британії. Асклепіодот погоджується, але воїни, що здалися, були вбиті, а їхні голови кинуті в річку Галоброк.